# Добре (Голованівський район)
До́бре — село в Україні, у Вільшанській селищній громаді Голованівського району Кіровоградської області. Населення становить 850 осіб (станом на 2001 рік). Село розташоване на південному сході Голованівського району, за 3,7 кілометра від центру громади.

## Географія
Село Добре лежить за 3,7 км на північний схід від центру громади, фізична відстань до Києва — 214,6 км. Через село проходить автомобільний шлях територіального значення Т 1208.

## Історія
Під час організованого радянською владою Голодомору 1932—1933 років померло щонайменше 289 жителів села.

## Населення
Станом на 1989 рік у селі проживало 894 особи, серед них — 411 чоловіків і 483 жінки.
За даними перепису населення 2001 року у селі проживало 850 осіб. Рідною мовою назвали:
| Мова       | Кількість осіб | Відсоток |
| ---------- | -------------- | -------- |
| українська | 809            | 95,18 %  |
| болгарська | 23             | 2,71 %   |
| російська  | 12             | 1,41 %   |
| молдовська | 6              | 0,71 %   |

## Політика
Голова сільської ради — Григор'єв Іван Іванович, 1962 року народження, вперше обраний у 2006 році. Інтереси громади представляють 12 депутатів сільської ради:
| Партія                         | Кількість депутатів | Відсоток |
| ------------------------------ | ------------------- | -------- |
| «Партія регіонів»              | 5                   | 41,67 %  |
| «Народна партія»               | 4                   | 33,33 %  |
| «Соціалістична партія України» | 3                   | 25,00 %  |

## Культура
У 1967 році в селі був заснований музей.